# Georg Wilhelm Lorsbach
Georg Wilhelm Lorsbach (* 29. Februar 1752 in Dillenburg; † 30. März 1816 in Jena) war ein deutscher Theologe, Orientalist, Philologe und Publizist.

## Leben
Lorsbach war der Sohn eines fürstlich Nassau-Dillenburgischen Geheimen Justizrat und Kanzleidirectors in Dillenburg Johann Heinrich Lorsbach, sein Großvater war Johann Heinrich Lorsbach, langjähriger Bürgermeister in Siegen.
Sein Enkel war Georg Domizlaff.
Im Gymnasium Dillenburg erwarb er seine Hochschulreife. Von 1768 bis 1771 studierte er Theologie und Orientalische Sprachen an der Universität Herborn. Von 1771 bis 1773 studierte er orientalische Sprachen an der Universität Göttingen. 1773 kehrte er krankheitsbedingt nach Herborn zurück. Von 1773 bis 1777 betrieb er dort wissenschaftliche Studien. 1777 trat er in den geistlichen Stand und wurde 1778 Rektor an der Schule zu Siegen. 1786 wurde er Rektor des Gymnasiums in Dillenburg. Von 1791 bis 1792 war er Rektor des Gymnasiums zu Herborn und erhielt eine Professur für orientalische Sprachen an der Hohen Schule Herborn. 1792 wurde er Dozent für historische und exegetische Vorlesungen. 1793 erhielt er eine Professur für Theologie; später wurde er Konsistorialrat.
1805 veröffentlichte er die Beschreibung von Africa, die erste deutsche Übersetzung von La descrittione dell’Africa von Leo Africanus, von der ihm die 2. Auflage von 1554 und die 4. von 1588 vorgelegen haben.
1812 folgte er einem Ruf von Johann Wolfgang von Goethe auf Empfehlung von Antoine-Isaac Silvestre de Sacy als Professor für Orientalische Sprachen an die Universität Jena. Zu seinen Schülern zählt Johann Heinrich Möller.
Durch Heinrich Karl Eichstädt ließ Johann Wolfgang von Goethe Lorsbach orientalische Fragen vorlegen und erwähnte ihn im West-östlichen Divan:

„Schuldigkeit ist es hier auch des wackeren Lorsbach zu gedenken. Er kam betagt in unsern Kreis, wo er in keinem Sinne für sich eine behagliche Lage fand; doch gab er mir gern über Alles, worüber ich ihn befragte, treuen Bescheid, sobald es innerhalb der Grenze seiner Kenntnisse lag, die er oft mochte zu scharf gezogen haben.
Wundersam schien es mir anfangs, ihn als keinen sonderlichen Freund orientalischer Poesie zu finden; und doch geht es einem jeden auf ähnliche Weise, der auf irgendein Geschäft mit Vorliebe und Enthusiasmus Zeit und Kräfte verwendet und doch zuletzt eine gehoffte Ausbeute nicht zu finden glaubt. Und dann ist ja das Alter die Zeit, die des Genusses entbehrt, da wo ihn der Mensch am meisten verdiente. Sein Verstand und seine Redlichkeit waren gleich heiter, und ich erinnere mich der Stunden die ich mit ihm zubrachte immer mit Vergnügen.“

## Schriften
- Archiv für die Morgenländische Literatur. 1794.[5]
- Beschreibung von Africa, erste Übersetzung aus dem Italienischen in das Deutsche des La descrittione dell’Africa von Leo Africanus[6]
- Neue Beiträge zu den Apokryphen des Neuen Testaments, aus den heiligen Schriften der Zabier oder St. Johannis-jünger. Marburg 1807 (Digitalisat).